# Kościół św. Maksymiliana Marii Kolbego w Krąpielu
Kościół św. Maksymiliana Marii Kolbego w Krąpielu – katolicki kościół parafialny zlokalizowany we wsi Krąpiel w gminie Stargard, w powiecie stargardzkim (województwo zachodniopomorskie).

## Historia i architektura
Kościół wzniesiony został w XIII wieku. Murowany jest z kostki granitowej, ułożonej w 23 warstwach. Kościół jest orientowaną budowlą salową, jednonawową, sytuowaną na rzucie prostokąta. Od strony wschodniej zakończony jest wyodrębnionym, węższym od nawy prostokątnym prezbiterium. Przy ścianie północnej dostawiona jest współczesna zakrystia. Kościół nie posiada wieży.
W północnej i południowej ścianie nawy znajdują się dwuusokokowe portale. Trzeci portal umieszczony jest w elewacji zachodniej, nad nim znajduje się zamurowany oculus. W ścianie wschodniej znajduje się jedno duże okno, osadzone w płytkiej niszy zamkniętej półkolistym łukiem. Po jego bokach umieszczone są smukłe, ostrołukowe blendy, zakończone ceglanymi łukami z prostymi maswerkami. Szczyt ściany wschodniej, murowany z cegły, ozdobiony jest blendami. W ścianach bocznych umieszczone są poszerzone, neogotyckie okna – po trzy w nawie i po dwa w prezbiterium. Szczyt zachodni, murowany z drobnych kamieni, ozdobiony jest trzema płytkimi blendami.
We wnętrzu kościoła prezbiterium oddzielone jest od nawy łukiem tęczowym. Nie zachowały się żadne elementy historycznego wyposażenia. Wokół kościoła znajduje się teren dawnego cmentarza, otoczony kamiennym murem.
Kościół został zniszczony podczas działań wojennych w 1945 roku. Odbudowany został w latach 1980–1983. Poświęcenia kościoła dokonał w dniu 10 kwietnia 1983 roku biskup Jan Gałecki. W tym samym roku erygowana została parafia.